# Пастель де чокло
Пастель де чокло (исп. Pastel de choclo) — пирог южноамериканской кухни.

## История
Точное время и место происхождения блюда неизвестны. Предположительно, оно было изобретено в Перу в XVII веке. В настоящее время, широко распространено, помимо Перу, в Чили, Аргентине и Боливии.

## Приготовление
Сладкую кукурузу измельчают до пасты. Смешивают с молоком и базиликом. Добавляют растопленное сливочное масло. Кастрюлю с этой смесью нужно поставить на средний-слабый огонь (примерно на 15 минут). Периодически смесь нужно помешивать.
Начинку готовят из говяжьего фарша, который тушится с репчатым луком и специями (паприкой, чесноком, перцем и тмином). Вместе с фаршем укладывают ломтики сваренных вкрутую яиц, изюм и маслины.
Далее, нужно разогреть духовку до 400 °F (≈200 °C). В кастрюлю положить начинку. Сверху залить её кукурузной смесью. По вкусу, можно посыпать сверху сахаром или кокосовой стружкой. Поставить в духовку. Выпекать в течение 30 минут. Потом, жарить ещё 5-7 минут, пока верхний слой не станет золотисто-коричневого цвета.
Иногда для начинки используют курицу. Иногда также добавляют нарезанные грибы и сыр моцарелла.